# X Juegos Centroamericanos y del Caribe
Los X Juegos Centroamericanos y del Caribe se celebraron en la ciudad de San Juan, Puerto Rico del 11 al 25 de junio de 1966.

## Historia
Para esta edición Estados Unidos denegó el visado para los deportistas cubanos para asistir a las justas deportivas en Puerto Rico, pero Cuba defendió su derecho ante el Comité Olímpico Internacional

## Equipos participantes
Las Islas Vírgenes estadounidenses debutaron en los juegos.

## Medallero
La tabla se encuentra ordenada por la cantidad de medallas de oro, plata y bronce.
Si dos o más países igualan en medallas, aparecen en orden alfabético.
| Núm. | País                      | Oro | Plata | Bronce | Total |
| ---- | ------------------------- | --- | ----- | ------ | ----- |
| 1    | México                    | 38  | 23    | 22     | 83    |
| 2    | Cuba                      | 35  | 19    | 24     | 78    |
| 3    | Puerto Rico               | 27  | 27    | 29     | 83    |
| 4    | Venezuela                 | 10  | 23    | 21     | 54    |
| 5    | Colombia                  | 10  | 12    | 12     | 34    |
| 6    | Jamaica                   | 7   | 7     | 8      | 22    |
| 7    | Trinidad y Tobago         | 7   | 7     | 4      | 18    |
| 8    | Panamá                    | 1   | 4     | 4      | 9     |
| 9    | Guatemala                 | 1   | 2     | 3      | 6     |
| 10   | Barbados                  | 1   | 1     | 2      | 4     |
| 11   | Antillas Neerlandesas     | 0   | 5     | 1      | 6     |
| 12   | Islas Vírgenes Americanas | 0   | 4     | 1      | 5     |
| 13   | República Dominicana      | 0   | 1     | 2      | 3     |
| 14   | Guyana                    | 0   | 1     | 1      | 2     |
| 15   | Nicaragua                 | 0   | 1     | 0      | 1     |
| 16   | El Salvador               | 0   | 0     | 2      | 2     |